# Sebastian Selke
Sebastian Selke (* 22. Februar 1974 in Hilden) ist ein ehemaliger deutscher Fußballspieler, der heute in Liechtenstein beim FC Vaduz als Torwarttrainer aktiv ist.

## Werdegang
Zwei Jahre lang gehörte der Torwart zum Profikader des 1. FC Köln. In dieser Zeit kam er viermal in der 2. Bundesliga zum Einsatz. Mit Ende der Saison 1999/2000 verließ er die Kölner und wechselte zum KFC Uerdingen 05. Ein Jahr später wechselte er erneut den Verein und ging zum VfL Bochum, wo er zum Kader der zweiten Mannschaft gehörte. 2002 kehrte er nach Uerdingen zurück. Insgesamt bestritt er für den KFC 43 Spiele in der Regionalliga Nord. 2005 endete sein Engagement in Krefeld.
Ab 2005 spielte er für Schwarz-Weiß Essen. Dort wurde sein Vertrag mit Ende der Saison 2005/06 nicht verlängert.
Sebastian Selke hielt sich danach als arbeitsloser Fußballprofi im „Camp der guten Hoffnung“ an der Duisburger Sportschule Wedau fit. Die Welt am Sonntag berichtete in ihrer Ausgabe vom 16. Juli 2006 über die Trainingsmöglichkeiten, die Profis ohne Verein dort haben.
Ab dem 26. September 2006 war er Torhüter beim Nordrhein-Oberligisten SSVg Velbert. Am 18. Juli 2007 gab der KFC Uerdingen 05 die nun dritte Verpflichtung des Torhüters bekannt.

### Torwarttrainer seit 2008
Ab Juli 2008 trainierte Sebastian Selke die Torhüter bei der VDV-Spielergewerkschaft in der Duisburger Sportschule Wedau. Nachdem die Trainingsmaßnahme für arbeitslose Fußballprofis Ende September 2008 von der VDV ausgelaufen war, schloss Sebastian Selke sich dem SC Fortuna Köln an und trainierte dort ab Oktober 2008 die Torhüter der NRW-Liga-Mannschaft.

2009 wechselte er zusammen mit Pierre Littbarski nach Liechtenstein und seit dem 1. Juli steht Sebastian Selke beim FC Vaduz als Torwarttrainer unter Vertrag.
Er lebt heute mit seiner Frau Sonja und drei Kindern in Lindau (Bodensee), wo er auch beim lokalen Verein SpVgg Lindau die Torfrau trainierte.

## Statistik
- 2. Bundesliga

4 Spiele 1. FC Köln
- Regionalliga Nord

89 Spiele Lüneburger SK
43 Spiele KFC Uerdingen 05

## Erfolge
- 1994 Aufstieg mit dem Lüneburger SK in die Regionalliga Nord
- 2000 Aufstieg in die 1. Bundesliga mit dem 1. FC Köln
- 2002 Aufstieg in die 1. Bundesliga mit dem VfL Bochum
- 2006 kochte Selke bei Das perfekte Dinner, einer Fernsehserie von VOX